# بلفور كوري
بلفور كوري هو عالم أرصاد كندي، ولد في 1 نوفمبر 1902 في هيلينا في الولايات المتحدة، وتوفي في 8 يناير 1981 في ساسكاتون في كندا.